# Zorica Nusheva

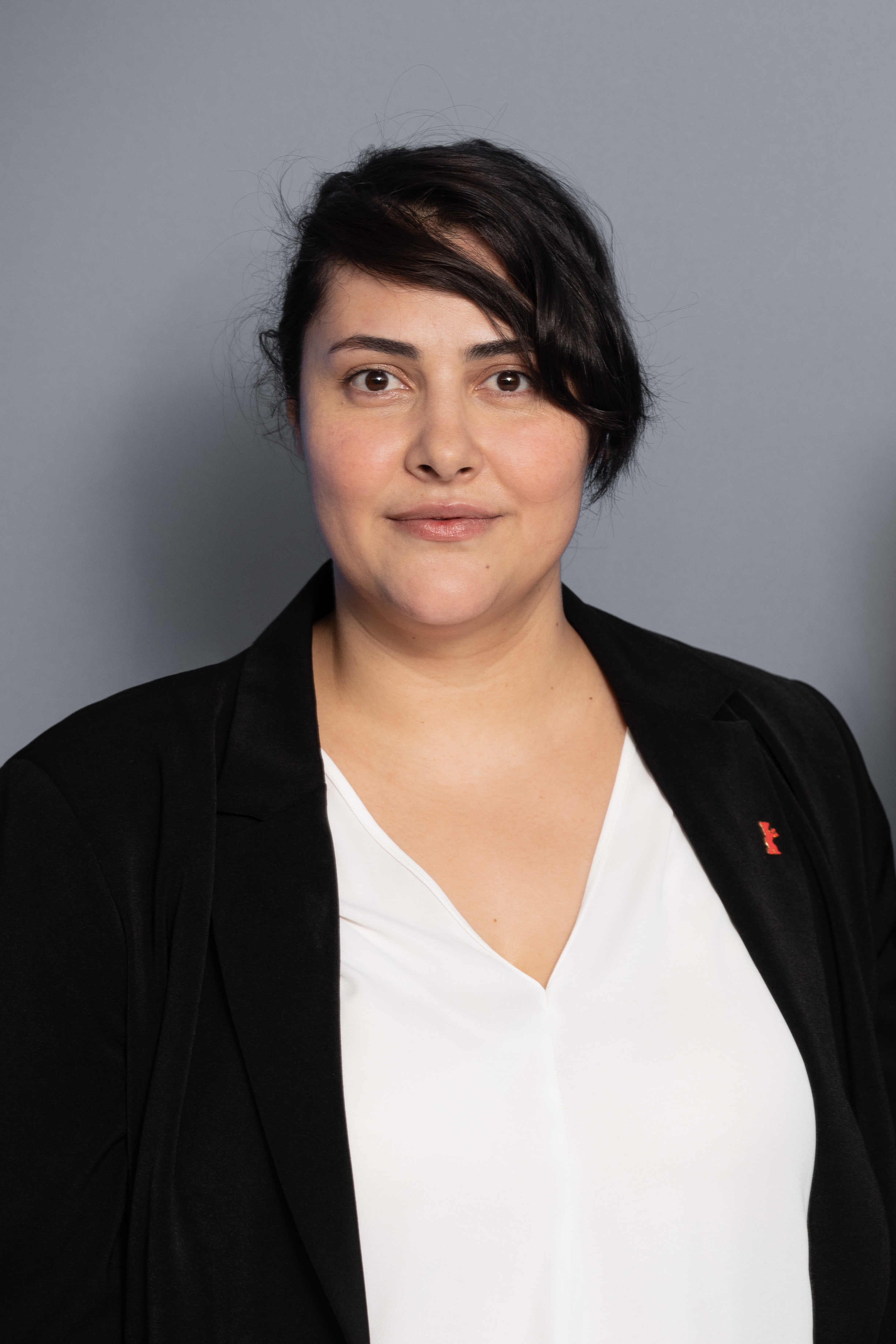
Zorica Nusheva auf der Berlinale 2019

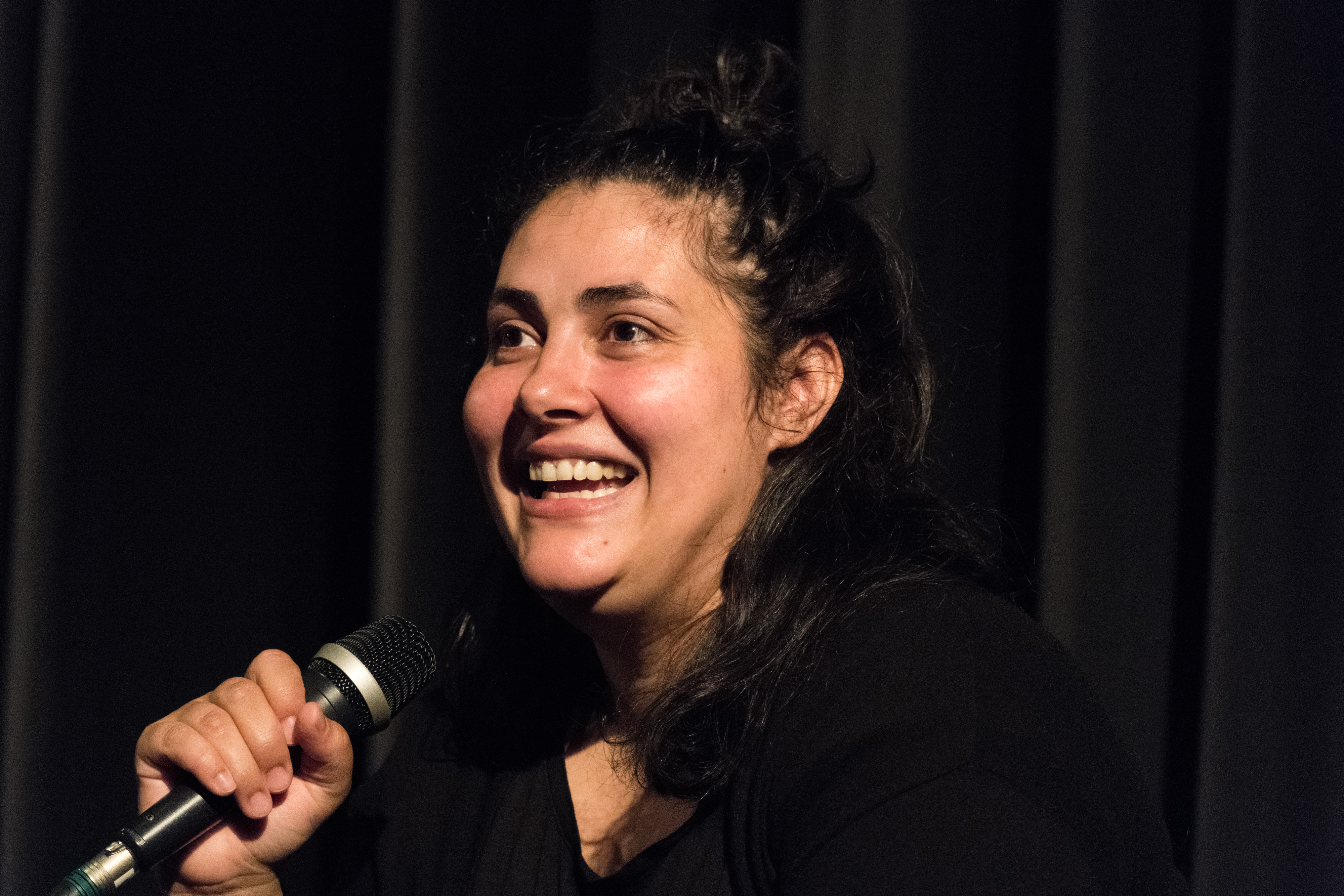
Zorica Nusheva (2019)

Zorica Nusheva (mazedonisch Зорица Нушева) (* in Delčevo) ist eine nordmazedonische Schauspielerin.
Erste Bühnenerfahrung sammelte Nusheva in der Schule mit Rezitationen und als Chorsängerin. 2007 schloss sie ihre Schauspielausbildung an der Staatlichen Schauspielschule (FDU) in Skopje ab.
Nusheva arbeitet vorwiegend als Theaterschauspielerin in komödiantischen Stücken. Sie ist Ensemblemitglied des Komischen Theaters in Skopje. 2019 gab sie ihr Filmdebüt mit Gott existiert, ihr Name ist Petrunya von Teona Strugar Mitevska. In der Gesellschaftssatire übernahm Nusheva die Titelrolle einer arbeitslosen, frustrierten Mazedonierin, die als Frau verbotenerweise in einer Männer vorbehaltenen religiösen Prozession eingreift. Für diese Leistung wurde sie im selben Jahr mit dem Darstellerpreis des Europäischen Filmfestivals von Sevilla ausgezeichnet.
Nusheva ist verheiratet und lebt in Skopje. Sie ist Mutter zweier Kinder.

## Filmografie
- 2019: Gott existiert, ihr Name ist Petrunya (Gospod postoi, imeto i’ e Petrunija)

## Auszeichnungen
- 2019: Europäisches Filmfestival von Sevilla – Beste Darstellerin (Gospod postoi, imeto i’ e Petrunija)